# Antoine Court
Antoine Court (* 27. März 1696 in Villeneuve-de-Berg im Languedoc; † 13. Juni 1760 in Lausanne) war ein französischer reformierter Pastor und Direktor der evangelischen Akademie in Lausanne, der auch als „Wiedererrichter des Protestantismus in Frankreich“ bezeichnet wurde.

## Leben

### Frühe Jahre
Courts Vater Jean war Händler. Seine Mutter hieß Marie Gébelin. Beide waren Anhänger der Reformierten Kirche, die damals verfolgt wurde. Antoine Court wurde katholisch getauft, weil das Gesetz es so vorschrieb und um den verbotenen Glauben zu tarnen. Sein Studium konnte er nicht beenden, so dass er sich autodidaktisch fortbilden musste. Schon im Alter von 17 Jahren fing Court an, bei den geheimen Treffen der Hugenotten, wie die Protestanten Frankreichs genannt wurden, Reden zu halten, die buchstäblich „in Erdhöhlen“, oft im Dunkeln und ohne einen Pastor, zur Ehre Gottes, zur Belehrung und Beratung abgehalten wurden.
1685 setzte Ludwig XIV. mit dem Edikt von Fontainebleau das Edikt von Nantes außer Kraft. Dies führte zu einer Verfolgung, Vertreibung und Massenflucht der Protestanten, die vor allem im Süden Frankreichs lebten. Ihre Kirchen wurden zerstört, 466 Dörfer wurden während des Kamisardenkrieges 1702 bis 1710 verbrannt und etwa 30.000 Personen getötet. Manche blieben und praktizierten weiterhin im Geheimen ihren evangelischen Glauben, diese Bewegung wurde ab 1715 als „Kirche der Wüste“ oder „Christen der Wüste“ bezeichnet. Ihre Anhänger wurden gejagt, verfolgt und getötet.

### Vorschläge
Als Prediger bekämpfte Antoine Court den Einfluss der prophetischen Bewegung, die in den Cevennen verbreitet war. Unter Mühen versuchte er, die evangelische Kirchenorganisation des 17. Jahrhunderts und die evangelische Orthodoxie wieder herzustellen. Er war sehr bemüht, die Kirche auszubauen, die so unbarmherzig verfolgt wurde; um dies zu erreichen, machte er vier Vorschläge:
1. regelmäßige religiöse Treffen zur Lehre und Anbetung Gottes
2. Zurückweisung des Fanatismus derer, die sich selbst für „inspiriert“ erklärten und der daraus entstehenden Unordnung unter den Protestanten
3. Wiedererrichtung der Kirchendisziplin durch die Einrichtung von Kirchenräten, Konferenzen und Synoden
4. die sorgfältige Ausbildung einer Pastorenschaft

Er widmete sein ganzes Leben dieser anspruchsvollen Aufgabe. Aus heimlichen Treffen eines halben Dutzends wurden offene Versammlungen von bis zu 10.000 evangelischen Christen. 1715 berief er die erste Synode der Wüste, wie die Synode der Französischen Reformierten Kirche genannt wurde, in Montèzes bei Monoblet ein.

### Widerstand
1718 wurde Court Pfarrer. Von 1720 bis 1722 hielt er sich in Genf auf. Dort versuchte er, den führenden hugenottischen Flüchtlingen die Sorge zu nehmen, dass seine Initiativen gefährlich seien. Ferner versuchte er, personelle und finanzielle Mittel für die Kirche der Wüste zu erhalten. Er konnte erreichen, dass einer Wiedererrichtung einer notdürftigen evangelischen Seelsorge zugestimmt wurde. Er gewann die Unterstützung von Bénédict Pictet, Jean-Alphonse Turrettini und der Zürcher Pfarrer. Ein Hauptproblem war die Ausbildung der Pfarrer für die französische evangelische Kirche. Mit der Hilfe Berns bemühte sich Court um die Einrichtung eines Seminars in Lausanne in der Schweiz. 
1724 kam weiteres Ungemach über die Protestanten durch ein Dekret, welches feststellte, dass es keine Protestanten in Frankreich gäbe und auch die geheimste Ausübung des reformierten Glaubens verbot. So wurde im Jahre 1728 Courts Freund Alexandre Roussel, ein evangelischer Prediger, hingerichtet. 
1726 trat mit Jean Bétrine der erste Student in das Pfarrerseminar für die französische evangelische Kirche in Lausanne ein, das 1729 offiziell eröffnet wurde. Antoine Court leitete es gemeinsam mit Benjamin Du Plan. Lehrer der Lausanner Akademie für evangelische Geistliche, die bereits 1537 gegründet worden war, wie Georges Polier de Bottens, Jean Salchli und Abraham Ruchat, gaben als Privatleute Kurse dieses Seminars.
Es wurde ein Kopfgeld auf Court ausgesetzt, woraufhin er 1729 Frankreich endgültig verließ und 1730 mit seiner Familie nach Lausanne flüchtete. Hier arbeitete er weiter für die evangelische Kirche Frankreichs. So gründete er ein beratendes und unterstützendes Zentralkomitee und arbeitete als Publizist. Court blieb für die verbleibenden 30 Jahre seines Lebens leitender Direktor des Lausanner Predigerseminars. Diese Schule bildete bis zum Ende des 18. Jahrhunderts sämtliche Pastoren der Reformierten Kirche Frankreichs aus. Antoine Court starb in Lausanne am 13. Juni 1760.

## Familie
Sein einziger Sohn, Antoine Court de Gébelin, der den Namen seiner Großmutter annahm, war ein hochgeschätzter Literat, und leistete hervorragende Arbeiten, zunächst als Sekretär und Assistent seines Vaters und später als Wissenschaftler in Paris. An ihn wird im Zusammenhang mit dem berühmten Fall des Jean Calas erinnert, durch sein Werk Les Toulousaines, ou lettres historiques et apologétiques en faveur de la religion réformée (Lausanne, 1763).

## Werke
Court beabsichtigte, eine Geschichte des Protestantismus zu verfassen und legte dafür eine ausgedehnte Sammlung an, er konnte sein Vorhaben vor seinem Tode aber nicht mehr verwirklichen. Tatsächlich konnte er folgende Werke veröffentlichen:
- Mémoires pour servir à l’histoire et à la vie d’Antoine Court, de 1695 à 1729, Patrick Cabanel, Pauline Duley-Haour, Éditions de Paris, Paris 1995, ISBN 978-2-905291-40-0
- Briefe, von 1739, verlegt von C. Dardier, Paris, 1885; 1891
- Mémoire historique de ce qui s’est passé de plus remarquable au sujet de la religion reformée, en plusieurs provinces de France, depuis 1744, jusqu'à la présente année 1751, Paris 1751
  - Englische Übersetzung: An Historical Memorial of the Most Remarkable Proceedings Against the Protestants in France from 1744-51. London 1832
- Le patriote français et impartial, ou Memoire historique de ce qui s’est passé de plus remarquable au sujet de la religion reformée, F. Chrétien, Villefranche 1753; Neuauflage Pierre Chrétien, London 1768, weitere Neuauflage von Otto H. Selles in der Schriftenreihe Vie des Huguenots. Champion, Paris 2002, ISBN 978-2-7453-0598-5.
- Lettre d’un patriote sur la tolérance civile des protestans de France: et sur les avantages qui en résulteroient pour le Royaume. Paris 1756
- Histoire des troubles des Cévennes ou de la guerre des camisards sous le règne de Louis le grand (1760)
  - Erster Band – Internet Archive
  - Zweiter Band – Internet Archive
  - Dritter Band – Internet Archive
  - Neuauflage, drei Bände, Alais, 1819
  - Neuauflage, Presses du Languedoc, Montpellier 2003, ISBN 978-2-85998-260-7
  - Neuauflage, Kessinger Pub Co., 10. Sept. 2010, ISBN 1-166-77469-4
- Autobiographie. verlegt von E. Hugues, Toulouse 1885
- Claude Brousson, Librairie Protestante, Paris 1961

## Gedenken
- Die Evangelische Kirche in Deutschland erinnert mit einem Gedenktag im Evangelischen Namenkalender am 13. Juni an Antoine Court.[4]
- In Villeneuve-de-Berg wurde ein Denkmal für Antoine Court errichtet.